# 祈る聖ヒエロニムス
『祈る聖ヒエロニムス』（いのるせいヒエロニムス, 蘭: De Heilige Hiëronymus in gebed, 英: Saint Jerome at Prayer）、あるいは単に『聖ヒエロニムス』（蘭: De H. Hieronymus, 英: Saint Jerome）は、初期フランドル派の画家ヒエロニムス・ボスが1485年から1495年頃に制作した絵画である。油彩。四大ラテン教父の1人である聖ヒエロニムスのエピソードを主題としている。確実にボスの作品と見なされている20点の絵画のうちの1つで、現在はヘントのヘント美術館に所蔵されている。

## 主題
4世紀の聖職者であり神学者である聖ヒエロニムスは、ダルマチア地方のストリドンに生まれた。伝説によると38歳のときにローマの公職を退き、聖地巡礼の旅をしたのち、シリアの砂漠でサソリと野獣だけを友人としながら隠者として暮らし、ヘブライ語の研究に専念した。彼は厳しい禁欲的生活を送り、幻覚をともなう激しい熱情に襲われるたびに、何度も胸を打った。さらによく知られている伝説では、聖ヒエロニムスはあるとき傷ついて足を引きずっているライオンと出会った。彼がライオンの足から棘を取り除いて傷の手当てをすると、ライオンは聖ヒエロニムスの友人となり、彼とともに暮らしたと言われる。

## 作品

聖ヒエロニムスを描いたボスの『隠遁聖者の三連祭壇画』。1493年頃。ヴェネツィアのアカデミア美術館所蔵。

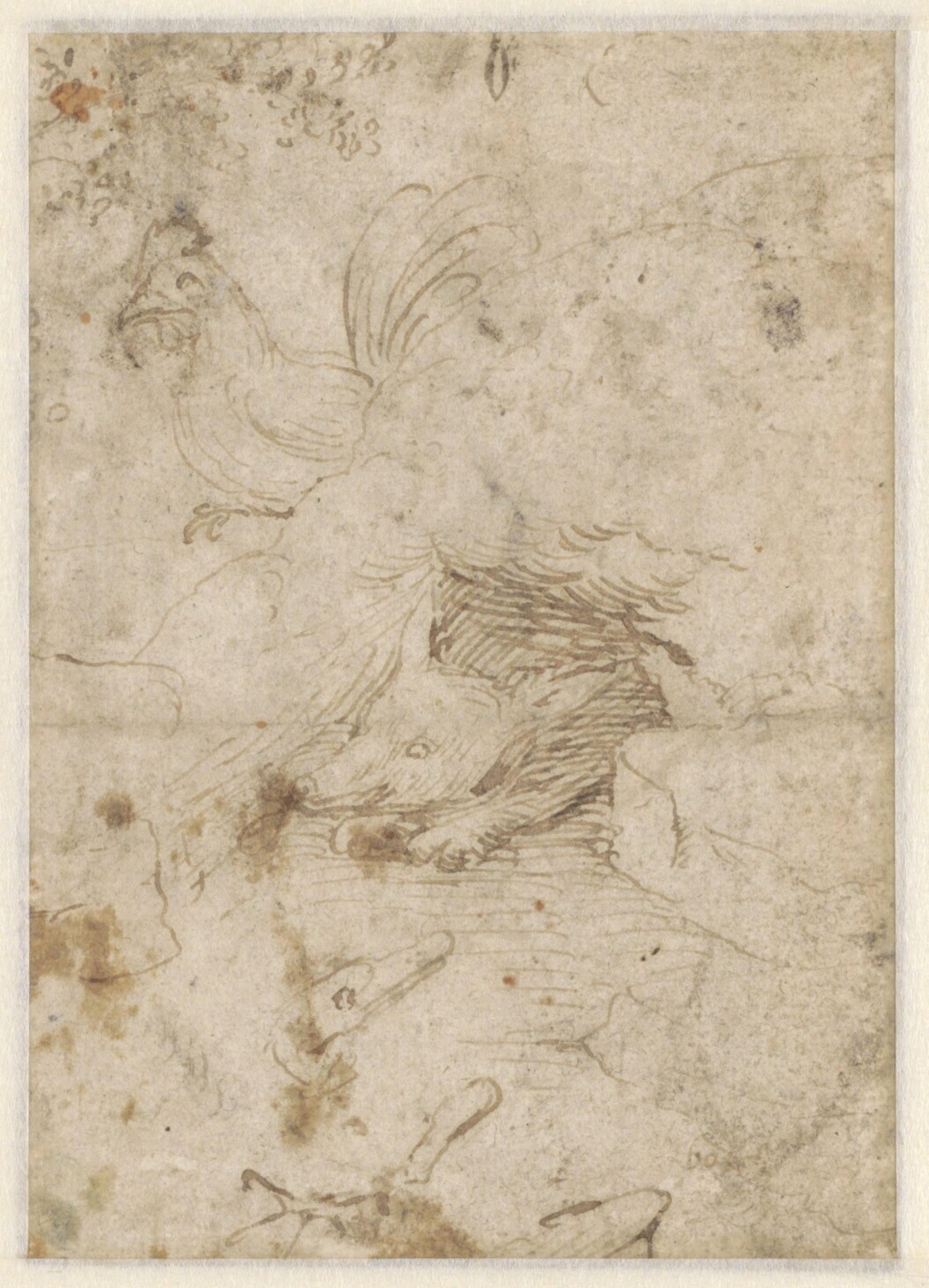
ボスのキツネとニワトリの素描。ボイマンス・ヴァン・ベーニンゲン美術館所蔵。

画家の名前の由来となった聖ヒエロニムスはボスの作品の中で重要な位置を占めている。ボスは聖ヒエロニムスを何度が描いており、聖ヒエロニムスを学者として、またきわめて厳格な道徳主義および個人的な献身の点から、模範的人物であると考えた。
ボスは十字架の前に倒れ伏しながら祈りに没頭する聖ヒエロニムスを描いている。聖ヒエロニムスは頭を剃り、粗末な衣をまとった半裸の姿で描かれている。彼は目を閉じて、うつ伏せで荒野の上に身を投げ出し、両腕の間に抱え込んだキリストの磔刑像をともなう十字架を、前方に差し出すように合掌した両手首の上に置いている。彼のすぐそばには石が転がっている。この石は聖ヒエロニムスが激しい熱情を追い払うため、胸を叩く際に用いたものである。聖ヒエロニムスは奇妙な形をした岩や、異国の植物、倒れた木の幹など、混沌とした風景に取り囲まれている。彼の親しい友人であるライオンは画面左端で小さな家畜として描かれている。彼の足の先にはつばの広い帽子と聖書が置かれている。倒れた木の幹の枝にはフクロウが止まっているほか、トカゲや野鳥など多くの小動物が描かれている。画面左下隅では1匹のキツネが体を丸めて眠っており、その周囲にはキツネが食い殺したらしいニワトリの身体の各部位が散らばっている。遠くの風景は水と緑が豊かであり、人々の暮らしが小さく描かれている。
絵画は善と悪、精神と肉体のコントラストを表している。ボスは前景の聖ヒエロニムスの苦難の光景と、遠景の自然主義によって描かれた穏やかな風景を対比させている。岩や木の幹は悪い予感をはらんでおり、まるで生命を宿しているかのように見えるが、全体的には非常に現実的であり、細部は生き生きとしている。
2015年から2016年にかけて、様々な科学的手法を用いて徹底的に分析された。その結果、本作品の絵画技法や、様式、下絵に用いられた画材、制作の過程で残された痕跡は、ボスが助手の手を借りることなく独力で本作品を制作したことを示しており、ボスの中心的な作品であると結論づけられた。さらに修復によって本来の色彩と細部が明らかにされた。
年輪年代学的分析により、本作品の制作年代は1485年以降、1495年以前であると示唆された。オリジナルの額縁は失われており、板絵は上下のサイズに合わせてわずかに切り落とされている。

## 来歴
1908年にヘント美術館の収蔵コレクションに加わった。

## ギャラリー

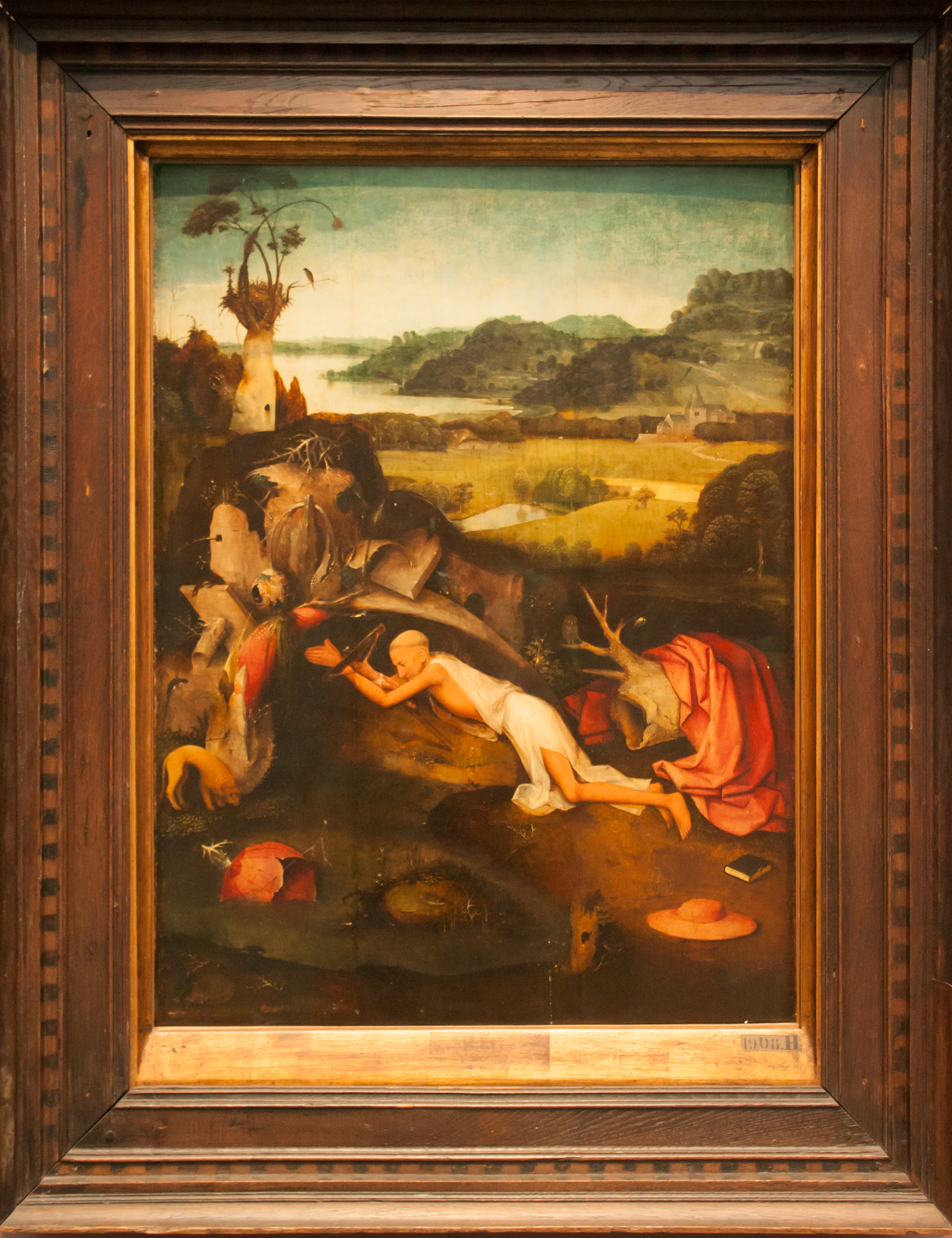
額縁
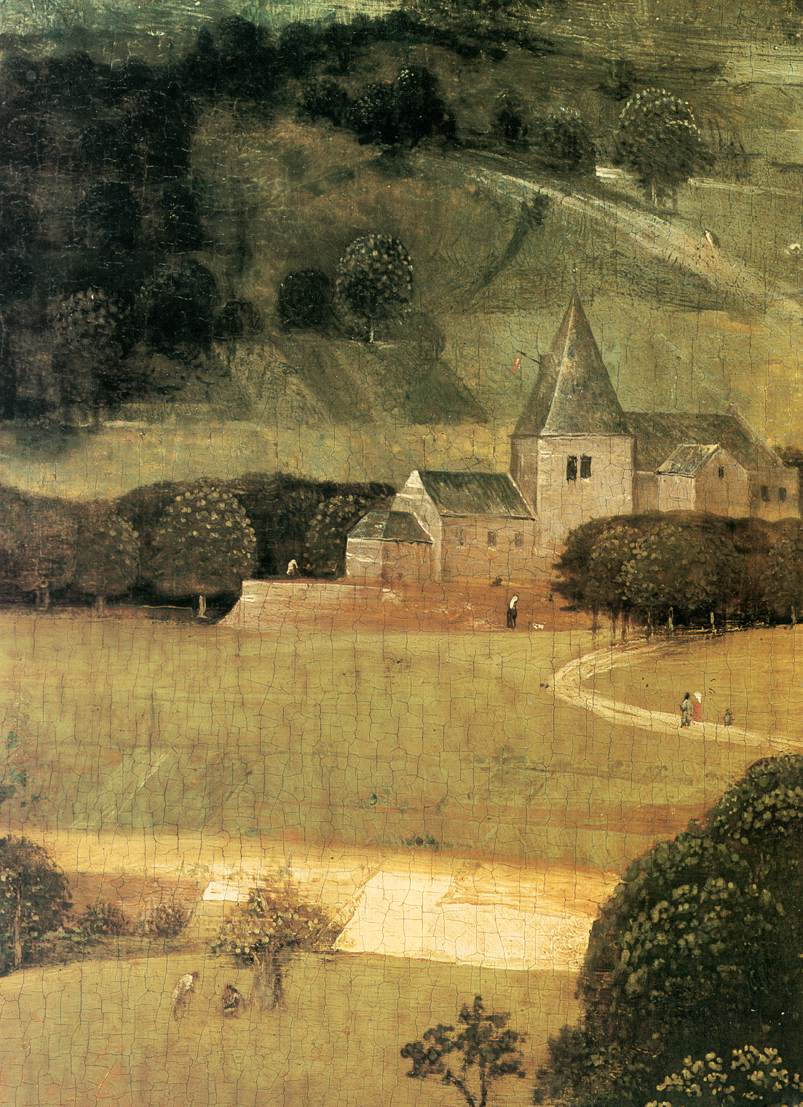
遠景の村落
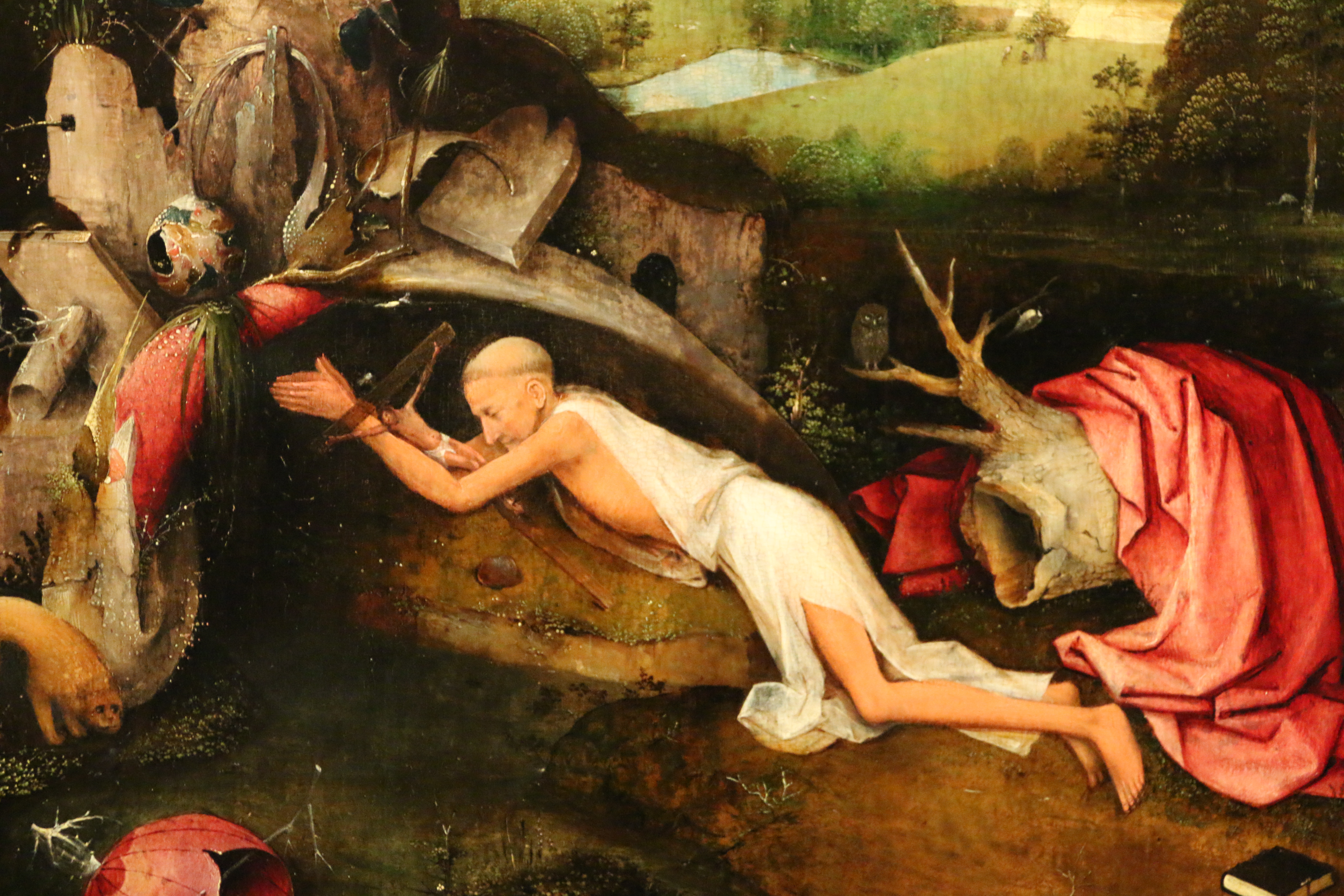
祈っている聖ヒエロニムス
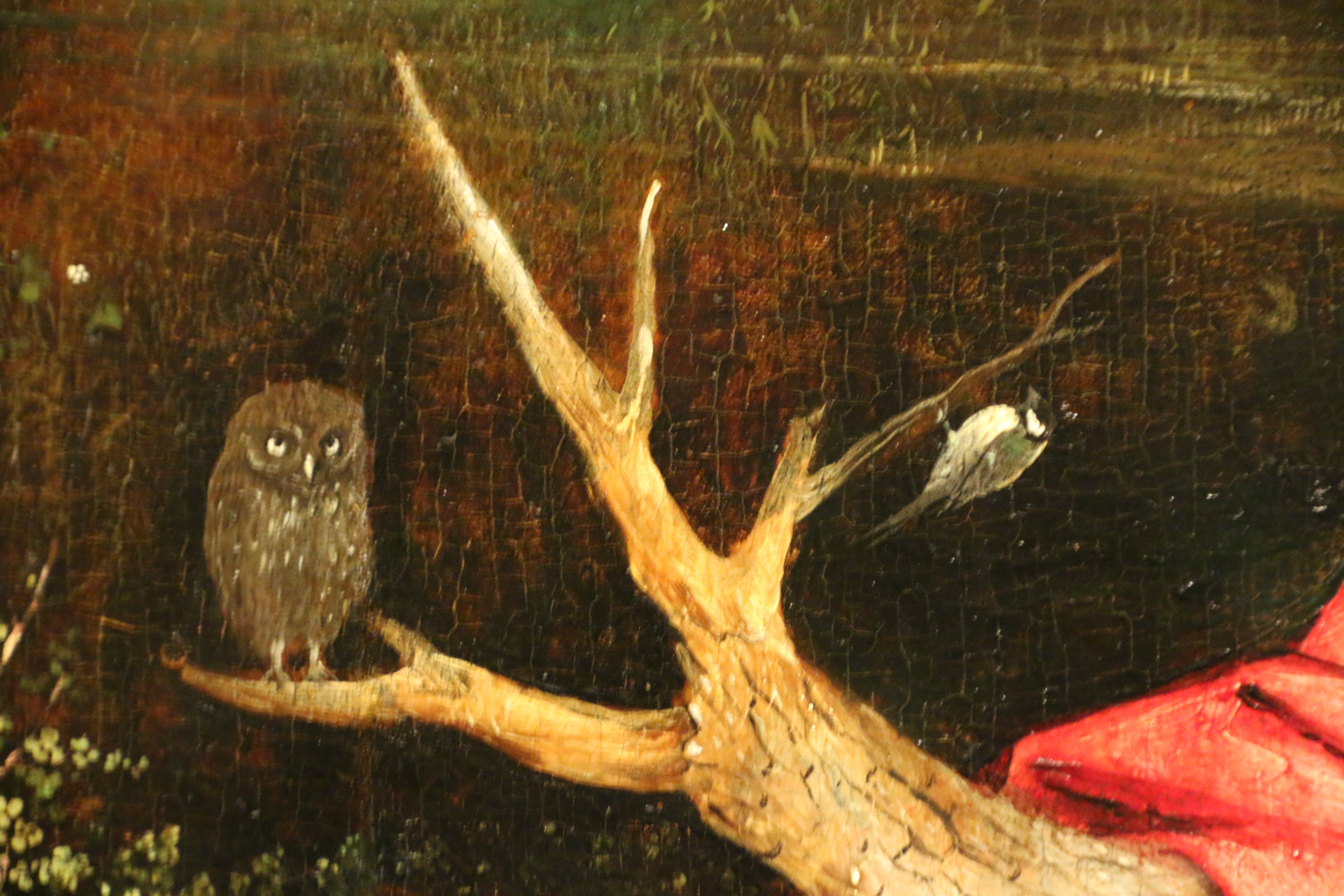
倒れた木の幹とフクロウ